# Konrad av Hohenlohe-Schillingsfürst
Konrad av Hohenlohe-Schillingsfürst, född 16 december 1863 i Wien, död 21 december 1918 i Kammern im Liesingtal, var en tysk furste samt österrikisk ämbetsman och politiker. Han var bror till Gottfried av Hohenlohe-Schillingsfürst.
Hohenlohe-Schillingsfürst var österrikisk ministerpresident och inrikesminister april–maj 1906, och på nytt inrikesminister 1915–1916 samt österrikisk-ungersk finansminister 1916–1917.